# Titus Statilius Taurus Corvinus
Titus Statilius Taurus Corvinus war ein römischer Politiker und Senator.
Corvinus war ein Sohn des Titus Statilius Taurus, der im Jahr 11 ordentlicher Konsul gewesen war, und mütterlicherseits Enkel des Redners Marcus Valerius Messalla Corvinus, von dem er den zweiten Beinamen Corvinus erhielt. Sein Bruder war Titus Statilius Taurus, der ein Jahr vor ihm Konsul wurde.
Im Jahr 45 wurde Corvinus ordentlicher Konsul. Im Jahr darauf war er an einer Verschwörung gegen Claudius beteiligt und überlebte ihr Scheitern wohl um ein oder mehrere Jahre (zwischen 46 und 50). Corvinus war Arvalbruder und Mitglied des Priesterkollegiums der Quindecimviri sacris faciundis.